# Przełęcz Jędrzejowicka
Przełęcz Jędrzejowicka (277 m n.p.m.) – przełęcz w południowo-zachodniej Polsce, w Masywie Ślęży, na Przedgórzu Sudeckim.
Przełęcz położona jest w południowo-zachodniej części Masywu Ślęży, około 9 km na północ od centrum Dzierżoniowa, na południowej granicy wsi Jędrzejowice.
Stanowi rozległe i mało wyraźne siodło o łagodnych zboczach i podejściach, wcinające się płytko w zmetamorfizowane serpentynity zachodniego grzbietu rozrogu Raduni. Przełęcz oddziela główny Masyw Ślęży po stronie wschodniej od pasma Wzgórz Kiełczyńskich po stronie zachodniej. Obszar przełęczy oraz podejścia zajmują łąki i pola uprawne. Przez przełęcz prowadzi droga lokalna z Kiełczyna do miejscowości Wiry. Przełęcz stanowi punkt widokowy, z którego roztacza się rozległa panorama na Kotlinę Dzierżoniowską, Wzgórza Krzyżowe, Góry Sowie, Wzgórza Gilowskie, Wzgórza Kiełczyńskie i Masyw Ślęży.
Przełęcz Jędrzejowicka jest najniższą przełęczą przejezdną dla ruchu kołowego w Przedgórzu Sudeckim.
Nazwa siodła pochodzi od sąsiednich Jędrzejowic.

## Turystyka
Przez przełęcz prowadzi szlak turystyczny:
- – żółty, prowadzący ze Świdnicy na Ślężę przez przełęcz Tąpadła.